# مطالعات علم و فناوری
در مطالعات علم، سیاست‌گذاری علم و فناوری یا مطالعات علم و فناوری (به انگلیسی: Science and technology studies) (اختصاری STS) به مطالعه نحوه تأثیر ارزش‌های فرهنگیِ، سیاسی و اجتماعی بر پژوهش‌های علمی و نوآوری فناورانه می‌پردازد و اینکه در مقابل پژوهش‌های علمی و نوآوری‌های فناورانه چگونه بر بر جامعه، سیاست و فرهنگ اثر گذارند.

## تاریخچه
مانند بسیاری از برنامه‌های تحقیقاتی میان رشته‌ای، سیاست‌گذاری علم و فناوری نیز از تلاقی انواع رشته و گرایش‌هایی پدید آمد که مایل بودند (به‌طور معمول در طول دهه ۱۹۶۰ یا ۱۹۷۰) علم و فناوری را به مثابه عناصری تعبیه شده در بافت اجتماعی درک کنند. اجزای اصلی رشته سیاستگذاری علم و فناوری طور مستقل در آغاز دهه ۱۹۶۰ توسعه یافته و در انزوا از یکدیگر رشد کردند و در دهه ۱۹۸۰ به همگرایی و رشد دست یافتند. گرچه رساله لودویگ فلک (Ludwik Fleck) در سال ۱۹۳۵ با عنوان پیدایش و توسعه یک واقعیت علمی بسیاری از موضوعات کلیدی سیاست گذاری علم و فناوری را پیش‌بینی کرده‌است. در دهه ۱۹۷۰ التینگ ماریسون (Elting E. Morison) یک برنامه سیاست گذاری علم و فناوری در موسسه تکنولوژی ماساچوست (MIT) پایه‌گذاری کرد که به عنوان یک مدل در خدمت دیگران قرار گرفت. در سال ۲۰۱۱ ۱۱۱برنامه STS شمارش شدند.

## تاریخچه رشته در ایران
در سال ۱۳۸۷ اولین دوره این رشته در دانشگاه تربیت مدرس برگزار شد.